# Афёрово (Алфёровское сельское поселение)
Афёрово — деревня в Калязинском районе Тверской области. Входит в состав Алфёровского сельского поселения.

## География
Находится в юго-восточной части Тверской области на расстоянии приблизительно 4 км на запад по прямой от железнодорожной станции Калязин.

## История
Была отмечена на карте 1825 года. В 1859 году здесь (тогда деревня Алферова Калязинского уезда Тверской губернии) было учтено 19 дворов, в 1941 — 21, в 1978 —9 .

## Население
Численность населения: 132 человека (1859 год), 19 (русские 100 %) в 2002 году, 10 в 2010.